# فيليب أشتون
فيليب أشتون (2 أغسطس 1988 في المملكة المتحدة - ) (بالإنجليزية: Philip Ashton)‏ هو لاعب كريكت بريطاني.

## وصلات خارجية
- فيليب أشتون على موقع إي آس بي آن كريك إنفو (الإنجليزية)